# Team Bath Futsal Club
Team Bath Futsal Club è una squadra inglese di calcio a 5 formata a Bath, partecipa alla Lega calcio a 5 del Somerset e dalla stagione 2007/2008 è entrata a far parte della Midlands Conference della FA Umbro Futsal League.
La prima squadra è composta da giocatori provenienti da diversi paesi, la maggior parte infatti è reclutata tra gli studenti della comunità universitaria di Bath, la società infatti disputa i propri incontri all'interno delle strutture sportive universitarie.

## Rosa 2007/2008
| N° | Naz.                   | Ruolo | Sportivo        | Anno |  |  |
| -- | ---------------------- | ----- | --------------- | ---- |  |  |
| -  | Inghilterra (bandiera) | -     | Joe Dibben      | -    |  |  |
| -  | Galles (bandiera)      | -     | Lee Jones       | -    |  |  |
| -  | Inghilterra (bandiera) | -     | Sion Kitson     | -    |  |  |
| -  | Stati Uniti (bandiera) | -     | Sean Landau     | -    |  |  |
| -  | Italia (bandiera)      | -     | Roberto Ciaschi | -    |  |  |
| -  | Inghilterra (bandiera) | -     | Ian Parkes      | -    |  |  |
| -  | Germania (bandiera)    | -     | Kristian Lotz   | -    |  |  |
| -  | Inghilterra (bandiera) | -     | Dan Harmer      | -    |  |  |
| -  | Inghilterra (bandiera) | -     | Dan Lucas       | -    |  |  |
| -  | Inghilterra (bandiera) | -     | Martin Graham   | -    |  |  |
| -  | Portogallo (bandiera)  | -     | Felipe Ayash    | -    |  |  |
| -  | Inghilterra (bandiera) | -     | Joe Gomez       | -    |  |  |
| -  | Inghilterra (bandiera) | -     | Paul Simmons    | -    |  |  |
| -  | Inghilterra (bandiera) | -     | Julian Pickard  | -    |  |  |
| -  | Inghilterra (bandiera) | -     | Andy Horne      | -    |  |  |